# St. Maternus (Hellendorf)
Die Kapelle St. Maternus ist eine römisch-katholische  Filialkirche im Ortsteil Eft-Hellendorf der saarländischen Gemeinde Perl. Sie steht als Einzeldenkmal unter Denkmalschutz.

## Geschichte
Die Kapelle wurde im Jahr 1855 erbaut. 1905 wurde sie umgebaut, dabei wurden die drei Rundbogenfenster an der rechten Längsseite zu Nischen umgestaltet. 2001 und 2005 restaurierte man die Kirche. 2006 beschädigte ein Blitzschlag den Dachreiter und die Glocke. 

## Architektur
Der kleine Saalbau mit Satteldach wurde über einem schmalen Sandsteinsockel errichtet und ist verputzt. An der Nordseite wurde Anfang des 20. Jahrhunderts ein großes Hofgebäude angebaut. So sind nur auf der südlichen Längsseite drei Rundbogenfenster von ursprünglich sechs erhalten. Diese sind über ein Sims aus Sandstein verbunden, das sich um das Gebäude zieht. Das Eingangsportal liegt auf der Giebelseite im Osten. Darüber liegt ein Okulus. Auf dem Giebel thront ein offener Giebelreiter aus rotem Sandstein mit Glocke. Abgeschlossen wird der Reiter von einem Dreiecksgiebel mit einem Kreuz darauf. 

## Ausstattung

### Altar
Die beiden Reliquiare sowie der bühnenartige Altaraufbau stammen wohl wahrscheinlich aus der Abtei Mettlach. Der Altar wird von einem massiven Sockel getragen und einer Predella. Darauf das Retabel mit Tabernakel und darüber eine Nische mit Muschelabschluss. Hinter einem Kruzifix sieht man Opferlamm und Kelch, in den das Blut des geopferten Lamms fließt. Im Zentrum des Altargiebels ist ein „Allsehendes Auge Gottes“ erkennbar, das von einem Strahlenkranz umgeben ist.

### Sakrale Kunst
Neben 14 Kreuzwegbildern gehören auch zehn größere Statuen zur Ausstattung der Kirche, neun stehen auf einer mit einem Engelskopf gestützten Konsole. An der linken Seitenwand befinden sich St. Antonius von Padua mit dem Jesuskind, St. Josef, St. Anna, St. Judas Thaddäus. Links neben dem Altar steht die Madonna von Lourdes. An der Stirnwand links und rechts neben dem Altaraufbau stehen Herz Mariä und Heiligstes Herz Jesu. An der rechten Seitenwand finden sich St. Konrad von Parzham, der einem Jungen ein Brot überreicht, Maria mit Kind und St. Maternus.